# Hip Hop ist tot
Hip Hop ist tot ist das erste Kollabo-Album von DJ Reckless und Manny Marc. Es wurde am 21. September 2005 über das Label Bassboxxx veröffentlicht, und im selben Jahr indiziert.

## Titelliste
| #  | Titel                                      | Von                                                              | Länge |
| -- | ------------------------------------------ | ---------------------------------------------------------------- | ----- |
| 1  | Intro                                      | DJ Reckless und Manny Marc                                       | 1:26  |
| 2  | Hip Hop Ist tot                            | DJ Reckless und Manny Marc                                       | 5:17  |
| 3  | Party Im Schacht                           | DJ Reckless und Manny Marc                                       | 4:20  |
| 4  | Alptraum                                   | DJ Reckless und Manny Marc (feat. Freddy Krüger)                 | 3:46  |
| 5  | Krank Im System                            | DJ Reckless und Manny Marc (feat. Chuky & Smoky)                 | 3:08  |
| 6  | Orgi 69 / Frank Fuck Skit                  | Orgi 69 und Frank Fuck                                           | 0:51  |
| 7  | B.A.S.S.                                   | DJ Reckless und Manny Marc                                       | 3:40  |
| 8  | Die Diskothek Bebt 2005                    | DJ Reckless und Manny Marc                                       | 3:46  |
| 9  | Breakdance Gang                            | DJ Reckless und Manny Marc                                       | 4:22  |
| 10 | Intolerant & Skrupellos                    | DJ Reckless und Manny Marc (feat. MC Bogy & Problemkind)         | 2:52  |
| 11 | Taktloss Skit                              | Taktloss                                                         | 1:27  |
| 12 | Es Gibt Kein Battle 3                      | DJ Reckless und Manny Marc                                       | 3:46  |
| 13 | Wenn Es Heißt Zu Pöbeln                    | DJ Reckless und Manny Marc (feat. Jope)                          | 3:18  |
| 14 | Wir Ficken Drauf                           | DJ Reckless und Manny Marc                                       | 4:12  |
| 15 | Stahl & Beton                              | DJ Reckless und Manny Marc (feat. Corus 86)                      | 4:27  |
| 16 | Getunete Autos (Aufgemotzt & Tiefergelegt) | DJ Reckless und Manny Marc                                       | 3:44  |
| 17 | Wer Hat Die Bullen Geholt                  | DJ Reckless und Manny Marc (feat. Fler)                          | 3:04  |
| 18 | MC Basstard Skit                           | MC Basstard                                                      | 0:43  |
| 19 | Untergrund DJ's                            | DJ Reckless und Manny Marc                                       | 3:51  |
| 20 | Dreckige Fotzen                            | DJ Reckless und Manny Marc (feat. Frauenarzt)                    | 3:17  |
| 21 | Das Ist Rap                                | DJ Reckless und Manny Marc (feat. Dr. Sok & Gino Casino)         | 3:31  |
| 22 | Bass Sultan Hengzt Skit                    | Bass Sultan Hengzt                                               | 0:14  |
| 23 | Gangster Rappen Nicht                      | DJ Reckless und Manny Marc                                       | 4:02  |
| 24 | Das Wars                                   | DJ Reckless und Manny Marc (feat. B-Tight, Tony D. & Frauenarzt) | 3:18  |